# Lista kontrolna

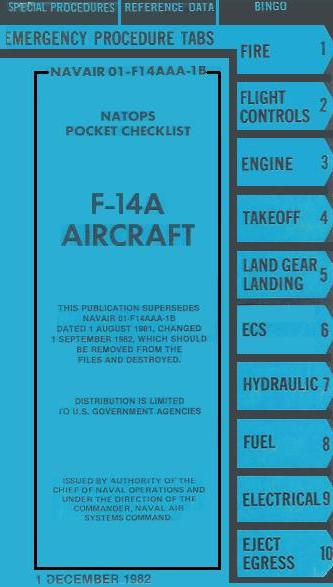
Lista kontrolna Naval Air Training and Operating Procedures Standardization (NATOPS) dla F-14A

Lista kontrolna, wykaz kontrolny (dla odróżnienia od innych list często używana nazwa ang. checklist, check-list) - wykaz czynności (zwykle z "okienkami" do "odfajkowania") przygotowywany dla skomplikowanych zadań w celu zapewnienia właściwej (optymalnej) kolejności i niepominięcia żadnego istotnego etapu postępowania. Innymi słowy jest to wykaz czynności kontrolnych dla porównania stanu istniejącego ze stanem wzorcowym, opisanym tą listą, często z oceną stopnia zgodności.

## Zastosowania
- w lotnictwie – lista przedstartowa oraz lista kontrolna przed lądowaniem
- na statkach – m.in. przed wyjściem w morze, przed przyjęciem pilota, przed przyjęciem ładunku, przed wejściem do pomieszczeń zamkniętych, przed niebezpieczną pracą (tj. praca na wysokości, praca za burtą itp.).
- w astronautyce
- w praktyce medycznej
- w zapewnieniu jakości procesów i produktów
- w systemach zarządzania ryzykiem